# Petros Solomon
Petros Solomon (en tigrinya : ጴጥሮስ ሰሎሙን), né en 1951 à Asmara, est un homme politique et un prisonnier d'opinion érythréeen.

## Biographie
Membre du Front populaire de libération de l'Érythrée, il sert comme stratège et chef de l'intelligence militaire de 1972 à 1991. Il est également l'un des membres du comité exécutif de 1977 à 1994. Pendant la guerre d'indépendance, il commande les forces érythréennes sur différents fronts, notamment lors de la bataille de Massawa en 1972, celle de Barentu en 1987 et lors du siège d'Asmara en 1991. Après la chute de la ville, il la dirige jusqu'à l'arrivée d'Issayas Afewerki.
Après l'indépendance de l'Érythrée, il occupe plusieurs fonctions ministérielles: ministre de la Défense (1993-1994), ministre des Affaires étrangères (1994-1997), ministre des Ressources marines (1997-2001).
En septembre 2001, il est arrêté avec d'autres personnalités politiques membre d'un groupe d'opposition au président Afewerki. Il est placé en détention dans un lieu secret, pour une période indéfinie.